# Casa Maura (la Fatarella)
La Ca Manra és un edifici de la Fatarella inclòs a l'Inventari del Patrimoni Arquitectònic de Catalunya.

## Descripció
És una construcció de planta baixa, dos pisos i golfes. Té planta rectangular, es troba entre mitgeres i té la façana al carrer Moreres.
Planta baixa a base de paredat arrebossat, amb un únic accés mitjançant arcada de mig punt amb inscripció esculpida a la clau de l'arcada. Hi ha una petita capelleta de pedra original. A les plantes superiors, la façana és de paredat arrebossat, amb restes de l'antic emblanquinat de tota la façana. La primera i segona planta tenen dues obertures centrades. Les golfes tenen dues obertures separades per un pilar.
El remat de coberta és fet amb petites llosanes de pedra en voladís.

## Història
A la llinda de l'arcada de la planta baixa hi figura la inscripció:	AVE	MARÍA	AÑO 1769
Aquest edifici fou inicialment una escola.
La construcció d'aquest edifici coincideix amb la construcció de l'església parroquial.
Es troba en un carrer exterior al límit del nucli medieval.